# Samuel Cooper

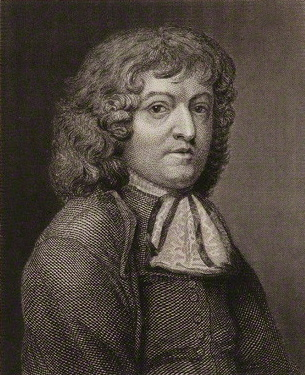
Samuel Cooper

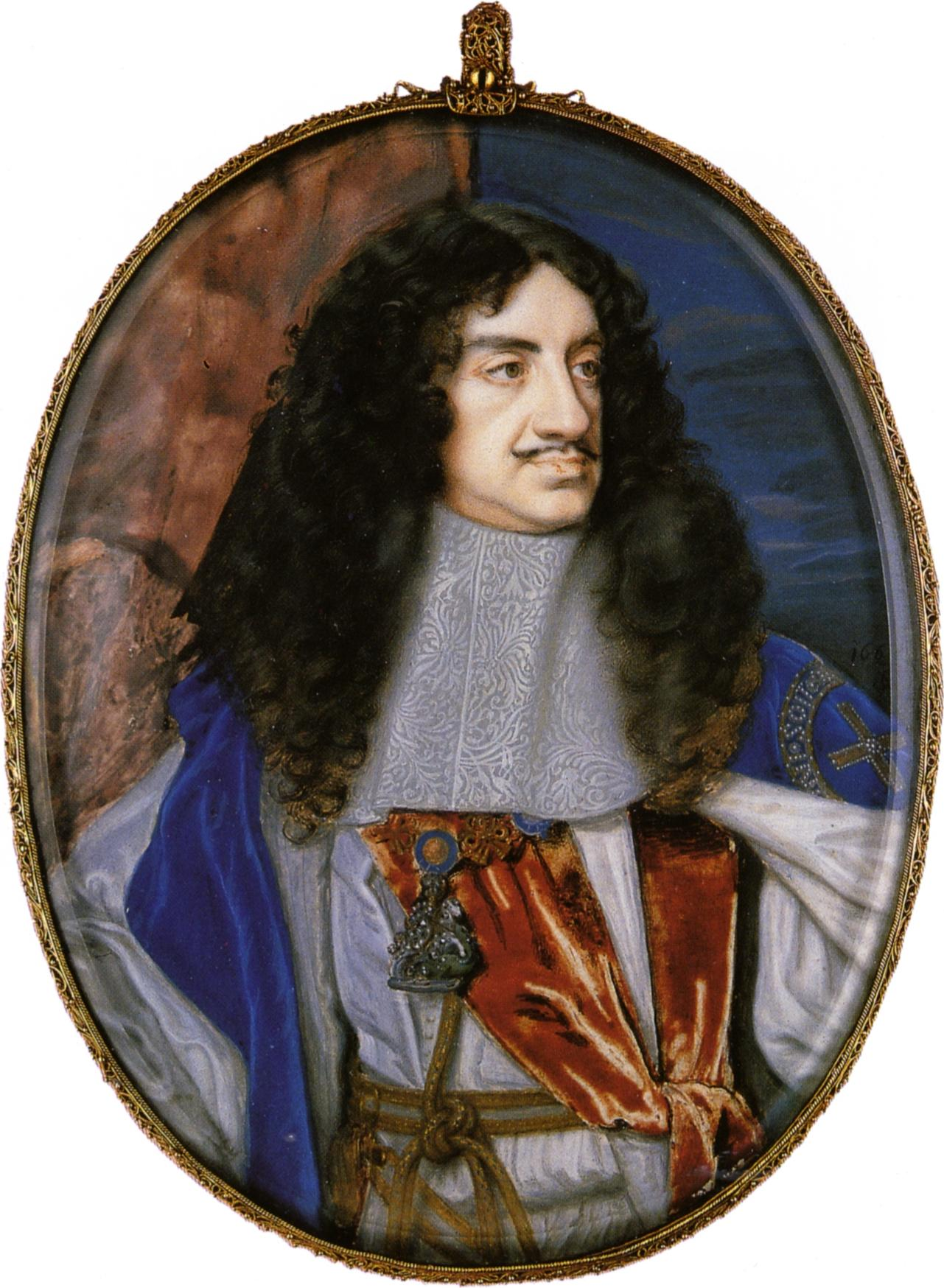
Portret van Karel II, 1665, Mauritshuis

Samuel Cooper (Londen, 1608 – aldaar, 5 mei 1672) was een Engels miniatuurschilder. Hij was de oudste zoon van Richard Cooper en Barbara Hoskins, een zus van de miniaturist John Hoskins. Zijn jongere broer Alexander Cooper was eveneens miniatuurschilder en beiden werden in het vak opgeleid door hun oom, John Hoskins, die de zorg voor de jongens op zich nam toen hun ouders rond 1610 overleden.
Cooper trouwde in 1642 met Christiana Turner (1623 - 1693). Haar zuster Edith was de moeder van de dichter Alexander Pope. Het echtpaar kreeg één dochter. In 1650 verhuisden zij naar een deftig huis in Henrietta Street, Covent Garden, waar hij tot zijn dood zou blijven wonen.
Coopers eerste miniatuur dateert uit 1642. Aanvankelijk beeldde hij zijn figuren uit op een tot in details nauwkeurige manier in de stijl van de barok. Pas onder invloed van Anthony van Dyck ontwikkelde hij een lossere manier van werken.
Samuel Cooper wordt beschouwd als veruit de beste miniaturist van zijn tijd. Hij werkte zowel voor Oliver Cromwell als voor het koningshuis na de in 1660 herstelde monarchie. Hij ontwierp tevens afbeeldingen die werden gebruikt voor de aanmaak van munten.
Cooper wordt diverse malen vermeld in het dagboek van Samuel Pepys. Uit Pepys' opmerkingen blijkt dat de schilder tevens een verdienstelijk musicus was en vloeiend Frans sprak. Pepys liet Cooper een portret maken van zijn vrouw Elizabeth, waarvoor de schilder £ 35 in rekening bracht.
Werk van Cooper is te vinden in onder meer Windsor Castle, Belvoir Castle, Montague House, Welbeck Abbey, het Rijksmuseum Amsterdam en in de collectie van John Pierpont Morgan.